# Syndrome d'Alkuraya-Kučinskas
Le syndrome d’Alkuraya-Kučinskas est une pathologie génétique très rare causée par des mutations sur le gène KIAA1109. Cette maladie se manifeste par une malformation cérébrale sévère. Les enfants touchés ne parlent et ne marchent pas, ils souffrent également de raideurs articulaires et d’un pied bot. Dans les cas les plus sévères, le fœtus ou le nouveau-né ne survivent pas. Le séquençage complet et ciblé de 13 individus appartenant à 10 familles non apparentées présentant des manifestations cliniques se chevauchant a permis d'identifier des variantes dans le gène KIAA1109, ce qui a permis de délimiter un syndrome à transmission autosomique récessive.
Le professeur Alexandre Reymond, directeur du Centre intégratif de génomique, a dirigé les travaux de recherche à l'Université de Lausanne.
Ce travail a été publié dans l'American Journal of Human Genetics.